# 艾德河
艾德河（德語：Eider，[ˈaɪdɐ] ⓘ）是位于德国境内的一条河流，发源于博德斯霍尔姆附近，最终在滕宁附近注入北海，全长188公里，是石勒苏益格-荷尔斯泰因州最长的河流。
艾德河途经的城镇有：博德斯霍尔姆、基尔、伦茨堡、腓特烈施塔特和滕宁。